# 766. grenadirski polk (Wehrmacht)
766. grenadirski polk (izvirno nemško 766. Grenadier-Regiment; kratica 766. GR) je bil pehotni polk Heera v času druge svetovne vojne.

## Zgodovina
Polk je bil ustanovljen 29. decembra 1944 za potrebe 719. pehotne divizije.
Marca 1945 je bil uničen in ponovno ustanovljen 14. aprila.